# Gauliga XVII 1938-1939
L'edizione 1938-39 della Gauliga XVII vide la vittoria finale del SK Admira Wien, che divenne la rappresentante locale nel campionato tedesco.
Dopo l'annessione nazista infatti, lo sport del paese fu subito integrato in quello germanico, ma dato che il campionato tedesco dell'epoca si basava su una prima fase regionale, il campionato austriaco continuò a giocarsi seppur all'interno di un contenitore più grande.
I nazisti inserirono nel campionato per la prima volta tre squadre aziendali non viennesi, che tuttavia finirono tutte e tre a fondo classifica.
Capocannoniere del torneo fu Franz Binder del SK Rapid Wien con 27 reti.

## Classifica finale
|    | Classifica            | G  | V  | N | P  | GF | GS | Pt |
| -- | --------------------- | -- | -- | - | -- | -- | -- | -- |
| 1  | SK Admira Wien        | 18 | 12 | 4 | 2  | 62 | 20 | 28 |
| 2  | SC Wacker             | 18 | 12 | 2 | 4  | 52 | 27 | 26 |
| 3  | SK Rapid Wien         | 18 | 11 | 3 | 4  | 60 | 29 | 25 |
| 4  | Wiener Sportclub      | 18 | 10 | 4 | 4  | 50 | 28 | 24 |
| 5  | First Vienna FC       | 18 | 9  | 4 | 5  | 47 | 37 | 22 |
| 6  | FK Austria Wien       | 18 | 9  | 3 | 6  | 55 | 40 | 21 |
| 7  | SV Amateure Fiat      | 18 | 6  | 3 | 9  | 47 | 50 | 15 |
| 8  | Grazer SC             | 18 | 5  | 1 | 12 | 34 | 53 | 11 |
| 9  | SK Amateure Steyr     | 18 | 2  | 0 | 16 | 22 | 75 | 4  |
| 10 | Rb Wacker Wr Neustadt | 18 | 2  | 0 | 16 | 17 | 87 | 4  |

## Verdetto
- SK Admira Wien Campione regionale austriaco 1938-39 e rappresentante nel campionato tedesco di calcio.
- SK Amateure Steyr e Rb Wacker Wr Neustadt retrocesse.